# Paleaequor setula
Paleaequor setula är en ringmaskart som beskrevs av Watson Russell 1986. Paleaequor setula ingår i släktet Paleaequor och familjen Chrysopetalidae. Inga underarter finns listade i Catalogue of Life.